# Fouilleuse
Fouilleuse [fujøz] ist eine französische Gemeinde mit 144 Einwohnern (Stand 1. Januar 2022) im Département Oise in der Region Hauts-de-France. Sie gehört zum Arrondissement Clermont, zur Communauté de communes du Clermontois und zum Kanton Clermont.

## Geographie
Die Gemeinde Fouilleuse liegt im Zentrum des Départements Oise, rund elf Kilometer nordöstlich von Clermont. Angrenzende Gemeinden sind Cernoy im Norden, Bailleul-le-Soc im Osten, Épineuse im Südosten, Maimbeville im Südwesten und Westen sowie Noroy im Nordwesten.

## Geschichte
In der Gemeinde finden sich Kulturspuren aus dem Neolithikum. In der zweiten Hälfte des 12. Jahrhunderts erfolgte die Rodung durch das Kloster Ourscamp. Von 1828 bis 1834 war Fouilleuse an die Nachbargemeinde Maimbeville angeschlossen.

## Bevölkerungsentwicklung
| Jahr                       | 1962 | 1968 | 1975 | 1982 | 1990 | 1999 | 2006 | 2012 | 2021 |
| -------------------------- | ---- | ---- | ---- | ---- | ---- | ---- | ---- | ---- | ---- |
| Einwohner                  | 34   | 24   | 37   | 61   | 68   | 77   | 103  | 120  | 145  |
| Quellen: Cassini und INSEE |      |      |      |      |      |      |      |      |      |

## Sehenswürdigkeiten
- 1644 errichtete Kirche Saint-Nicolas mit einer Tauffünte wohl aus dem 12. Jahrhundert
- 1996 erneuerte Turm der alten Windmühle
- Kalvarienberg und mehrere Kreuze
- Wasserturm